# Tebibyte
Tebibyte (viết tắt của tera binary byte: terabyte nhị phân) là một đơn vị đơn vị thông tin hoặc lưu trữ trên máy tính. Viết tắt là TiB
1 tebibyte = 240 bytes = 1,099,511,627,776 bytes = 1,024 gibibytes
Cần phân biệt tebibyte và terabyte, trong một vài trường hợp 1 tebibyte được tính bằng 1012 bytes = 1,000,000,000,000 bytes.